# Trisetella

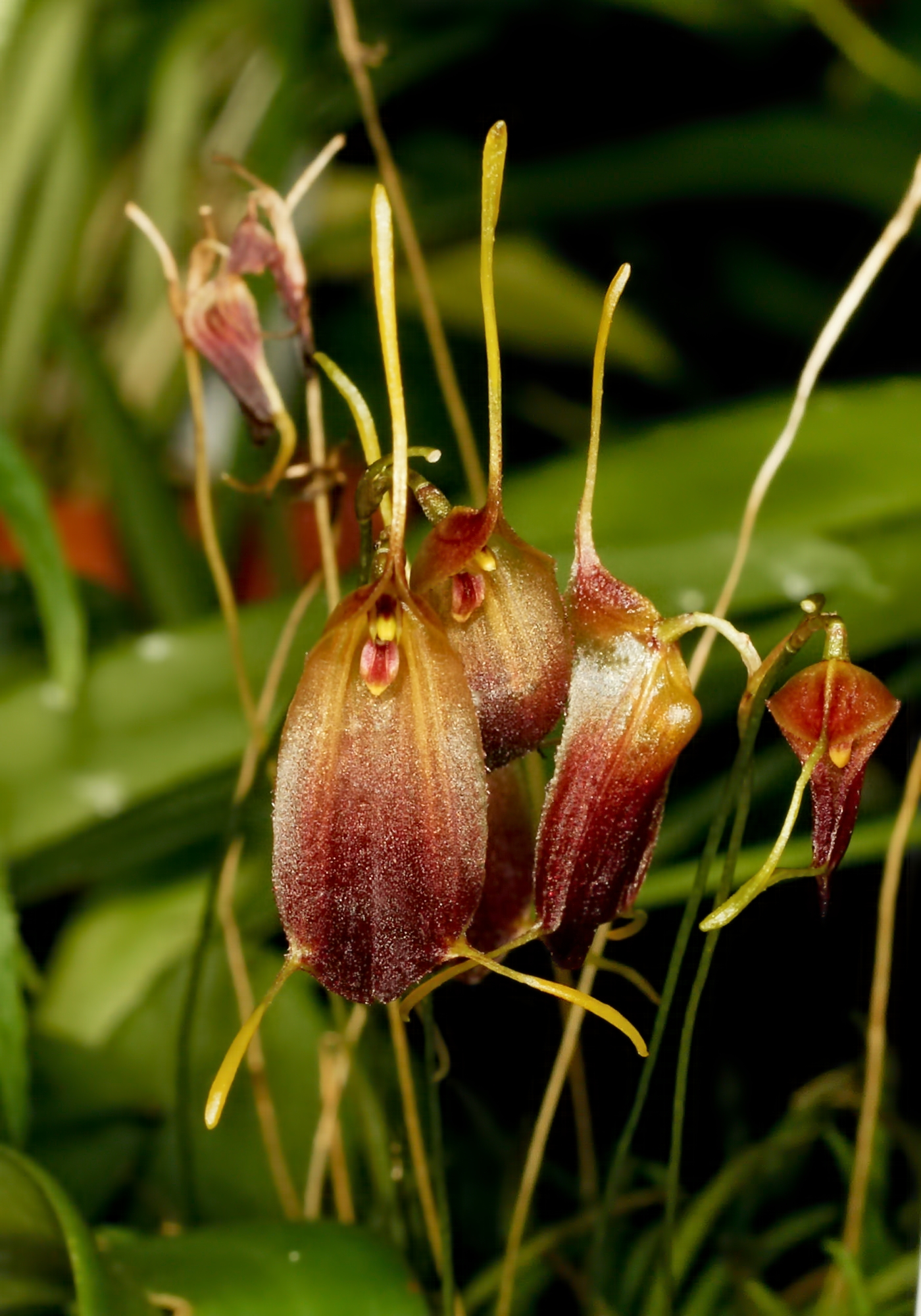
Цветки Trisetella cordeliae

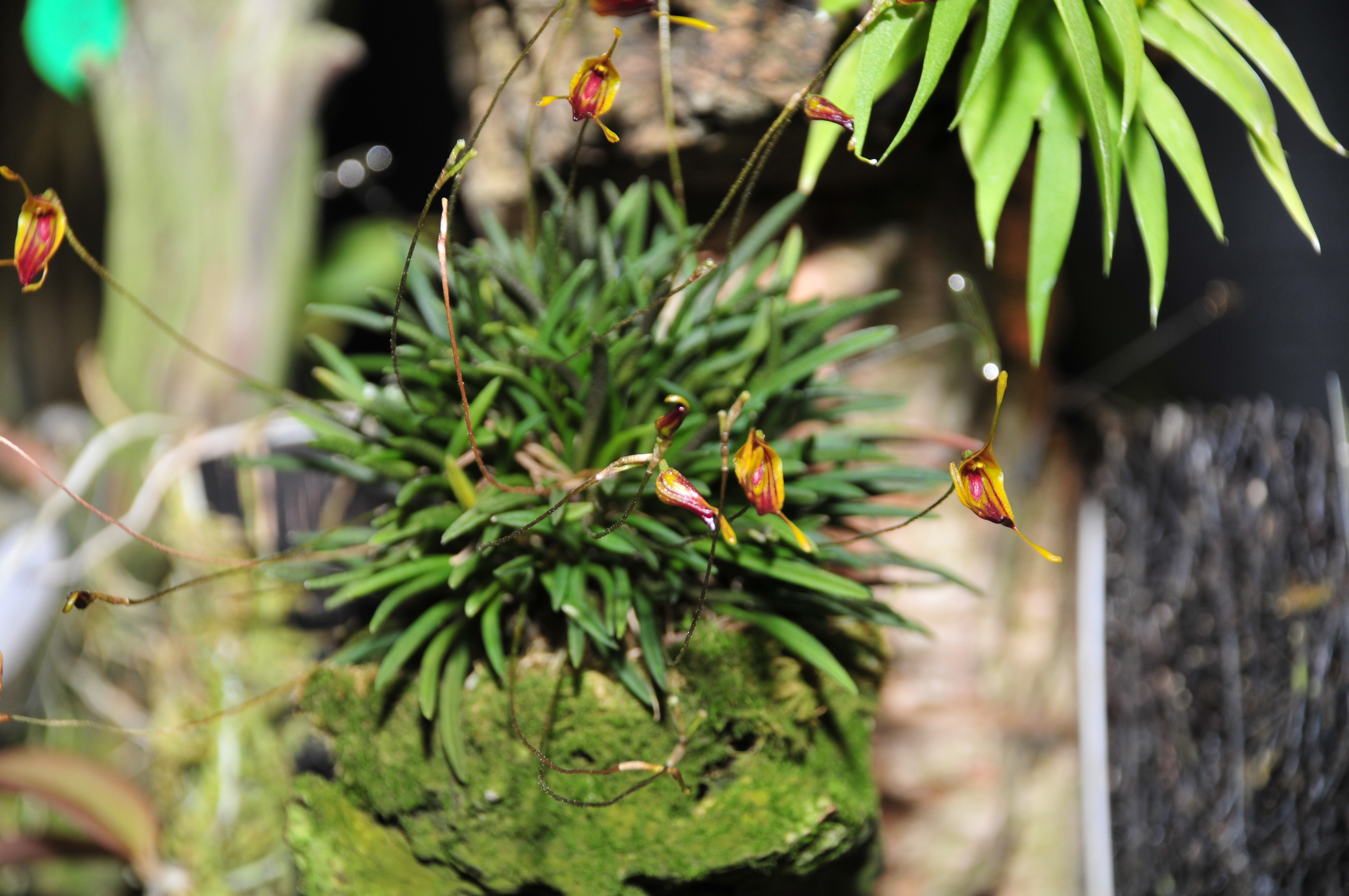
Trisetella escobarii

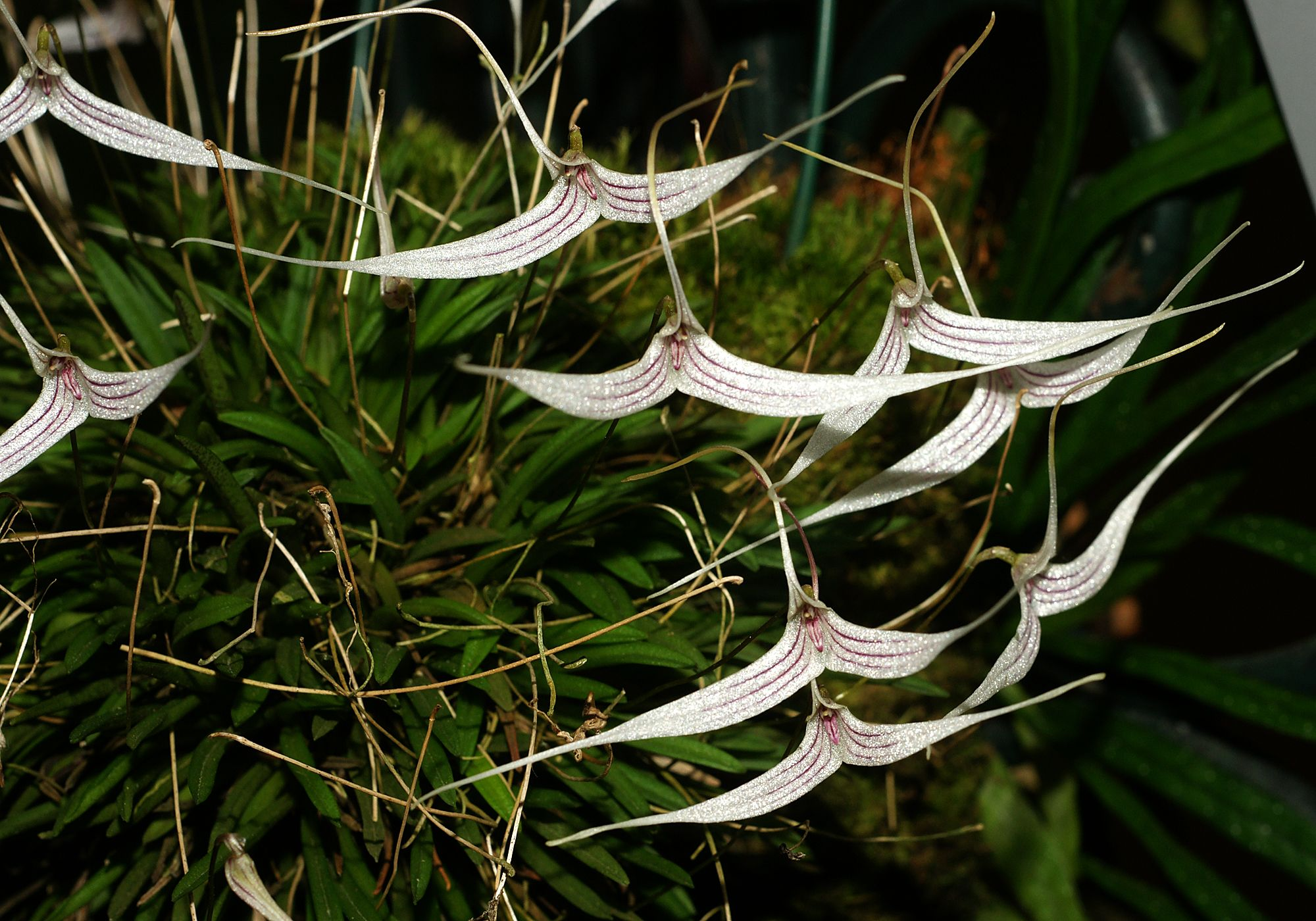
Trisetella hoeijeri

Trisetella — род многолетних эпифитных травянистых растений семейства Орхидные, или Ятрышниковые (Orchidaceae).
Аббревиатура родового названия в промышленном и любительском цветоводстве — Tris.

## Этимологияи история описания
Название рода происходит от греч. tri- «три» и лат. seta «щетинка», что указывает на волосовидные выросты чашелистиков.
Английское название — Trisetella.

## Биологическое описание
Миниатюрные симподиальные растения. 

Псевдобульбы отсутствуют. Побеги однолистные, образуют плотные подушкообразные группы.

Листья зелёные, узколанцетные.

## Ареал, экологические особенности
От Центральной Америки до северной части Бразилии и Боливии.
Эпифит во влажных предгорных и горных лесах.
Относится к числу охраняемых видов (второе приложение CITES).

## Виды
Список видов (включая устаревшие названия) — по данным Королевских ботанических садов в Кью:
- Trisetella abbreviata Luer, 1980
- Trisetella andreettae Luer, 1986
- Trisetella cordeliae Luer, 1989
- Trisetella dalstroemii Luer, 1994
- Trisetella didyma (Luer) Luer, 1980
- Trisetella dressleri (Luer) Luer, 1980
- Trisetella escobarii Luer, 1986
- Trisetella fissidens Luer & Hirtz, 1989
- Trisetella gemmata (Rchb.f.) Luer, 1980
- Trisetella hirtzii Luer, 1986
- Trisetella hoeijeri Luer & Hirtz, 1986
- Trisetella huebneri (Schltr.) Luer, 1980 = Trisetella triglochin
- Trisetella klingeri Luer, 2007
- Trisetella lasiochila Pupulin, 2000
- Trisetella nodulifera Luer & Hirtz, 1989
- Trisetella pantex (Luer) Luer, 1980
- Trisetella regia Königer, 1981
- Trisetella scobina Luer, 1980
- Trisetella sororia Luer & Andreetta, 1989
- Trisetella strumosa Luer & Andreetta, 1989
- Trisetella tenuissima (C.Schweinf.) Luer, 1980
- Trisetella triaristella (Rchb.f.) Luer, 1980 typus
- Trisetella trichaete (Rchb.f.) Luer, 1980 = Trisetella triglochin
- Trisetella tridactylites (Rchb.f.) Luer, 1980 = Trisetella triglochin
- Trisetella triglochin (Rchb.f.) Luer, 1980
- Trisetella vittata (Luer) Luer, 1980

## В культуре
Температурная группа — от теплой до холодной в зависимости от экологии вида. Для нормального цветения обязателен перепад температур день/ночь в 5—8 °C.
 Посадка на блок или в горшок со смесью из фрагментов коры сосны мелкой фракции (2—5 мм) и измельченного мха. 

Освещение — полутень.
Относительная влажность воздуха 70—80 %. Как правило этот вид содержат в орхидариумах или террариумах.

Во избежание грибковых и бактериальных болезней требуется хорошая вентиляция. 
Ярко выраженного периода покоя нет. Субстрат должен быть всегда слегка влажным.